# Andrena trevoris
Andrena trevoris är en biart som beskrevs av Cockerell 1897. Andrena trevoris ingår i släktet sandbin, och familjen grävbin. Inga underarter finns listade i Catalogue of Life.